# Формула произведения корангов
Формула произведения корангов — математическая формула, выражающая коразмерность множества точек, в которых ядро производной отображения имеет заданную размерность, в виде произведения корангов данного отображения в прообразе и образе.

## Формулировка
Корангом линейного отображения {\displaystyle A:\mathbb {R} ^{m}\to \mathbb {R} ^{n}} в прообразе (в образе) называется число {\displaystyle m-r} (соответственно, {\displaystyle n-r}), где {\displaystyle r} — ранг отображения {\displaystyle A}. Коранги связаны с размерностью ядра {\displaystyle A} (обозначим её {\displaystyle i}) формулами: {\displaystyle m-r=i} и {\displaystyle n-r=n-m+i}.
Пусть {\displaystyle f:M^{m}\to N^{n}} — гладкое отображение гладких многообразий {\displaystyle M^{m}} и {\displaystyle N^{n}} размерностей {\displaystyle m} и {\displaystyle n}, соответственно. Символом {\displaystyle f_{*x}} обозначается его производная в точке {\displaystyle x\in M^{m}}, то есть линейное отображение касательных пространств {\displaystyle f_{*x}:T_{x}M^{m}\to T_{f(x)}N^{n}}.
Точка {\displaystyle x\in M^{m}} принадлежит множеству {\displaystyle \Sigma ^{i},} {\displaystyle i\geq 0,} если размерность ядра производной {\displaystyle f_{*x}} в этой точке равна {\displaystyle i}. Множества {\displaystyle \Sigma ^{0},\ldots ,\Sigma ^{m}} заведомо покрывают всё многообразие {\displaystyle M^{m}}, однако, как правило, в этой цепочке не все множества являются непустыми (например, в случае {\displaystyle n>m} имеет место неравенство {\displaystyle r\leq n<m}, из которого с учетом соотношения {\displaystyle m-r=i} следует, что {\displaystyle i>0}, то есть множество {\displaystyle \Sigma ^{0}} пусто).
| Теорема. Для отображения {\displaystyle f:M^{m}\to N^{n}} общего положения все множества {\displaystyle \Sigma ^{i}} являются гладкими подмногообразиями в {\displaystyle M^{m}}. При этом имеет место соотношение {\displaystyle m-\dim \,\Sigma ^{i}=(m-r)(n-r),} где {\displaystyle r=m-i} — ранг отображения {\displaystyle f_{*x},} называемое формулой произведения корангов. |

Вычисленное по этой формуле значение {\displaystyle \dim \Sigma ^{i}} может быть отрицательным. Это означает, что соответствующее множество {\displaystyle \Sigma ^{i}} пусто.
Следствие. 
В пространстве матриц типа {\displaystyle (m,n)} множество матриц ранга {\displaystyle r} образует гладкое многообразие коразмерности {\displaystyle (m-r)(n-r)}.